# Étoile-sur-Rhône
Étoile-sur-Rhône ist eine französische Gemeinde mit 5497 Einwohnern (Stand: 1. Januar 2022) im Département Drôme in der Region Auvergne-Rhône-Alpes; sie gehört zum Arrondissement Valence und zum Kanton Loriol-sur-Drôme. Die Einwohner heißen Etoilien(ne)s.

## Geographie
Étoile-sur-Rhône liegt am Fluss Véore, der hier in die Rhône mündet, und wird umgeben von den Nachbargemeinden Portes-lès-Valence und Beauvallon im Norden, Montéléger im Nordosten, Montmeyran im Osten, Montoison im Südosten, Allex und Livron-sur-Drôme im Süden, La Voulte-sur-Rhône im Südwesten, Beauchastel und Saint-Georges-les-Bains im Westen sowie Charmes-sur-Rhône und Soyons im Nordwesten.
Durch die Gemeinde führen die Autoroute A7 von Lyon nach Marseille und die Route nationale 7. Der Bahnhof liegt an der Bahnstrecke Paris–Marseille.

## Bevölkerungsentwicklung
| Jahr                       | 1962 | 1968 | 1975 | 1982 | 1990 | 1999 | 2006 | 2019 |
| Einwohner                  | 2133 | 2268 | 2559 | 2897 | 3504 | 4054 | 4418 | 5520 |
| Quellen: Cassini und INSEE |      |      |      |      |      |      |      |      |

## Sehenswürdigkeiten
- Kirche Notre-Dame aus dem 12. und 13. Jahrhundert
- Protestantische Kirche
- Ruinen des Schlosses von Poitiers

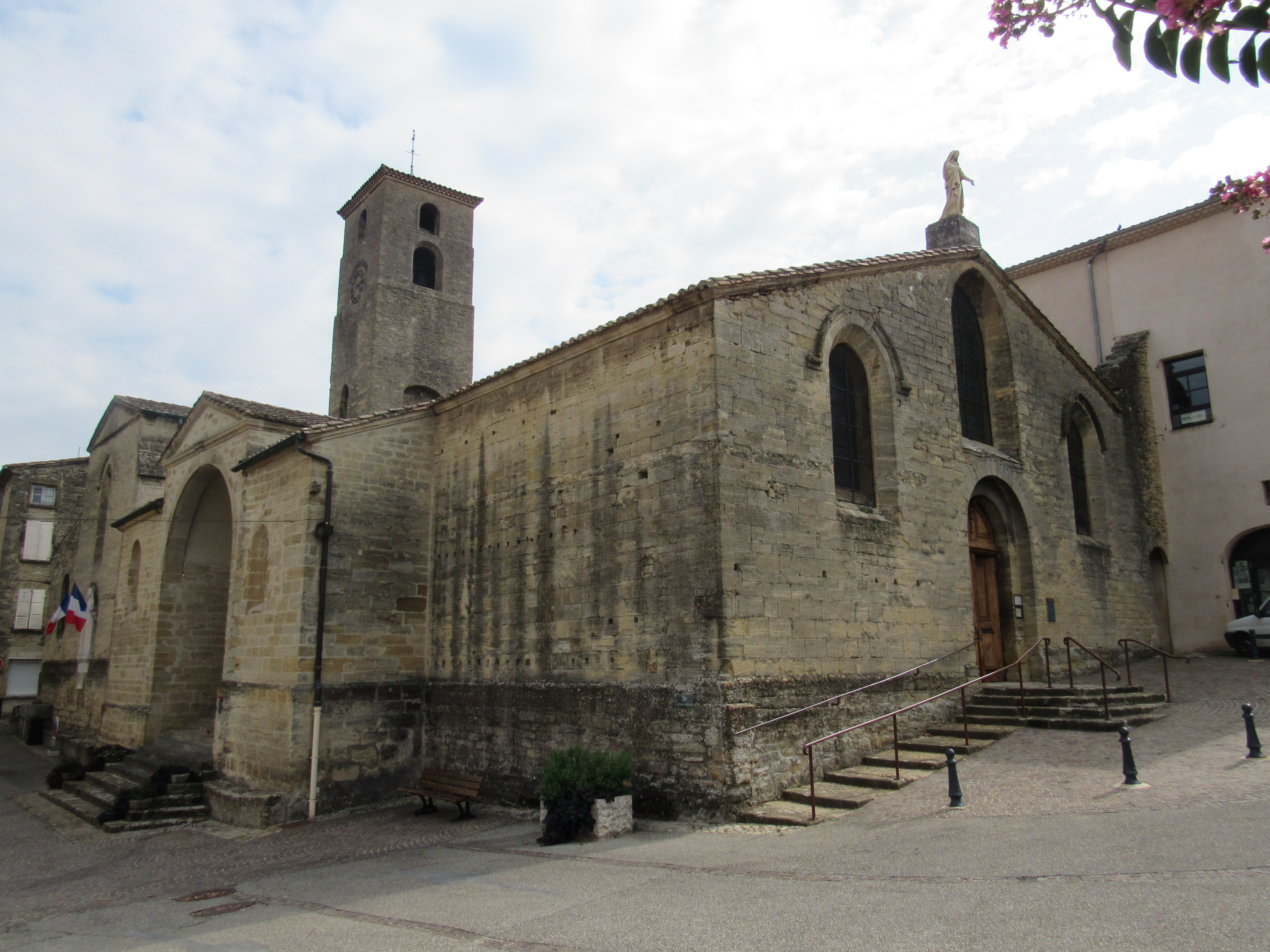
Kirche Notre-Dame
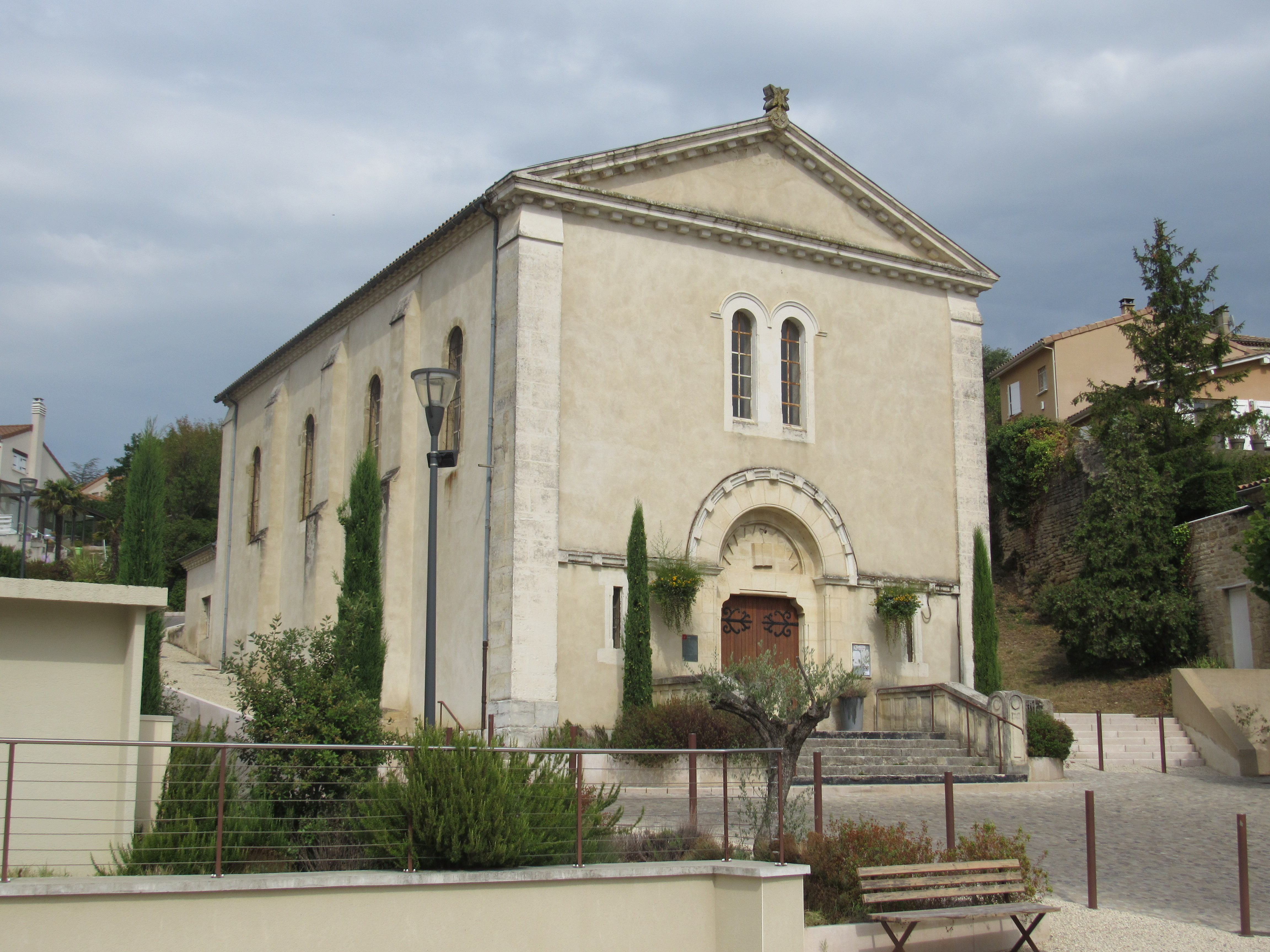
Protestantische Kirche
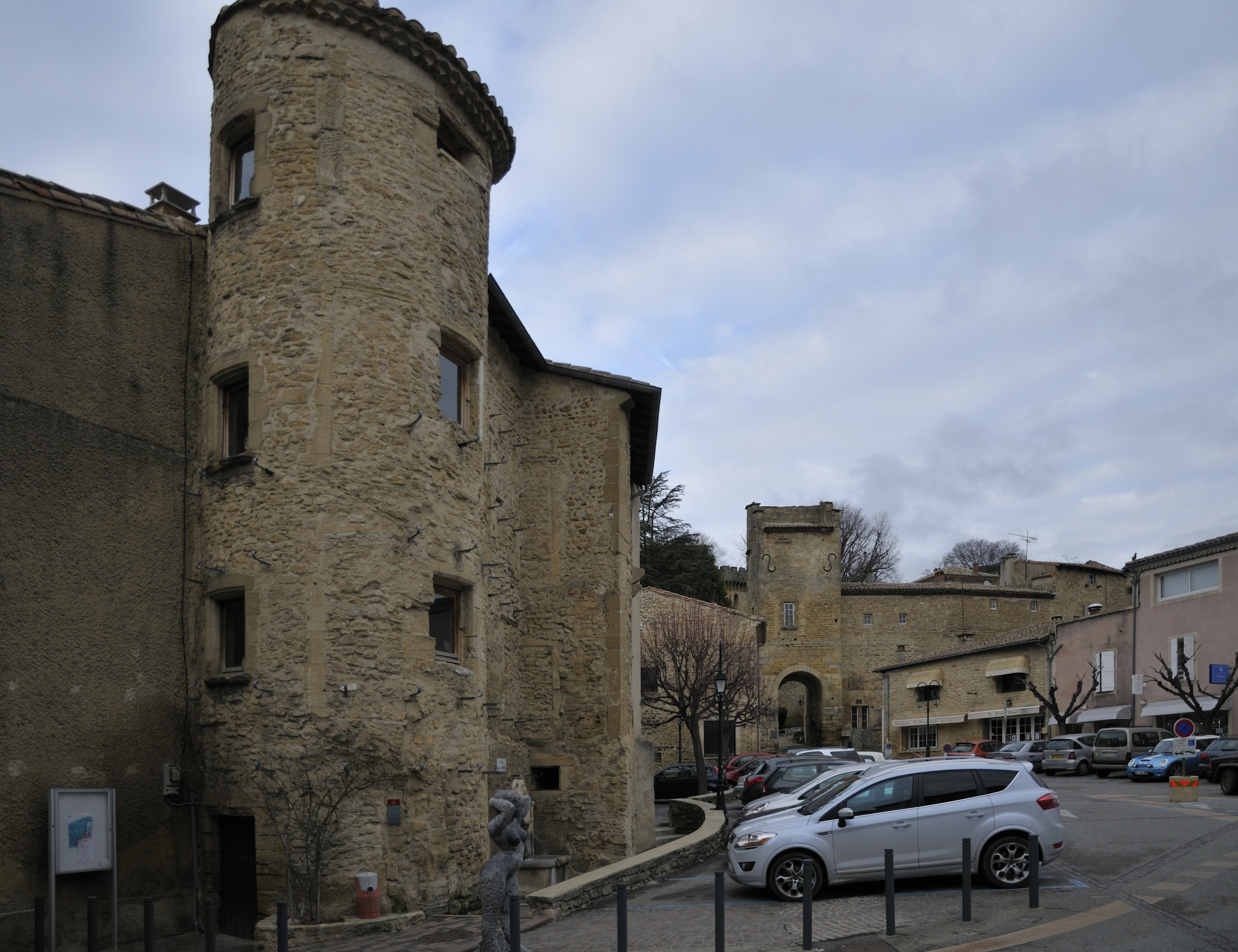
Turm mit Tor des Schlosses Poitiers
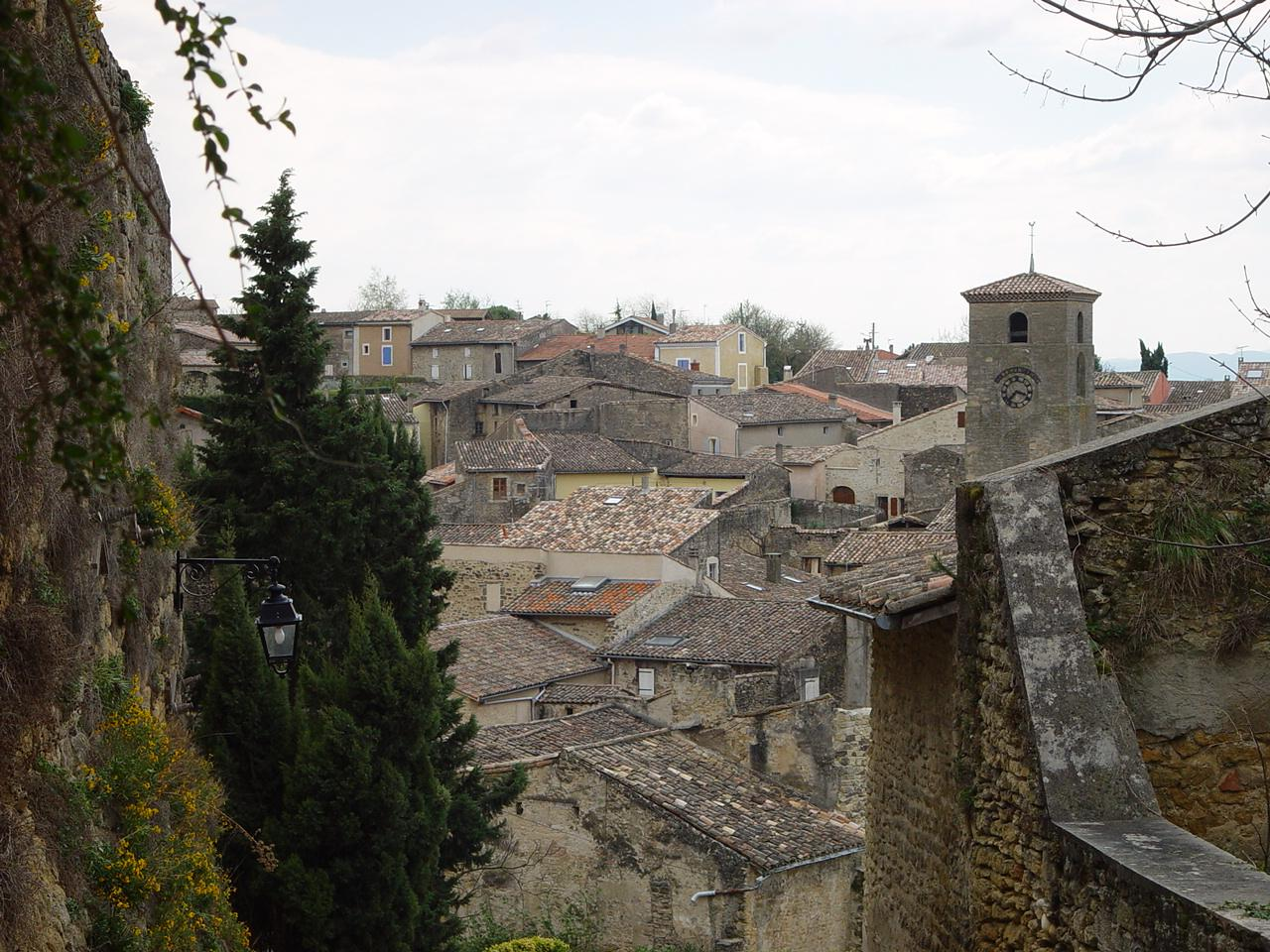
Blick auf Étoile-sur-Rhône

## Gemeindepartnerschaften
- Połaniec, Woiwodschaft Heiligkreuz, Polen
- Viggiano, Provinz Potenza (Basilikata), Italien
- Vonitsa, Ätolien-Akamanien, Griechenland